# Załęże (Kattowitz)
Załęże [zaˈwɛ̃ʐɛ] (deutsch Zalenze) ist ein Stadtteil von Kattowitz in Oberschlesien (Polen). Er ist einer der ältesten Ortschaften der Region und liegt im Nordwesten der Stadt Kattowitz an dem kleinen Fluss Rawa, der in die Weichsel mündet. Durch Zalenze verlaufen wichtige Straßen sowie eine Eisenbahnlinie. In der Nähe des Ortes befindet sich der Flughafen von Kattowitz. Zalenze ist eine Industriestadt mit Bergbau und Metallbetrieben. Der Stadtteil zählt heute etwa 11.500 Einwohner. Sehenswürdigkeiten des Stadtteils sind u. a. die katholische St. Josef-Kirche sowie ein ehemals herzogliches Schloss. Über die Grenzen des Ortes hinaus ist der Box-Verein 06 Kleofas bekannt.

## Geschichte

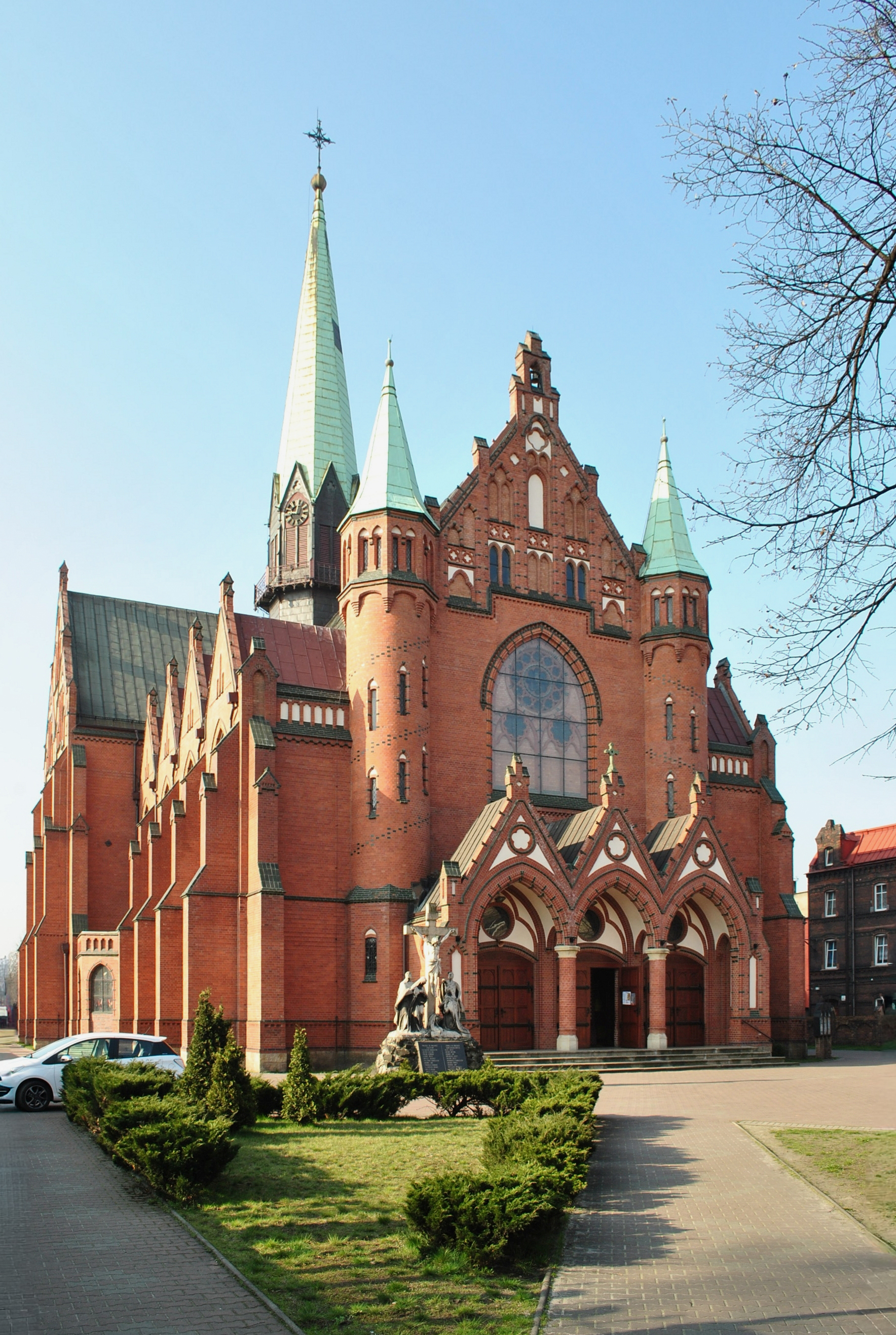
Kirche St. Josef, Załęże

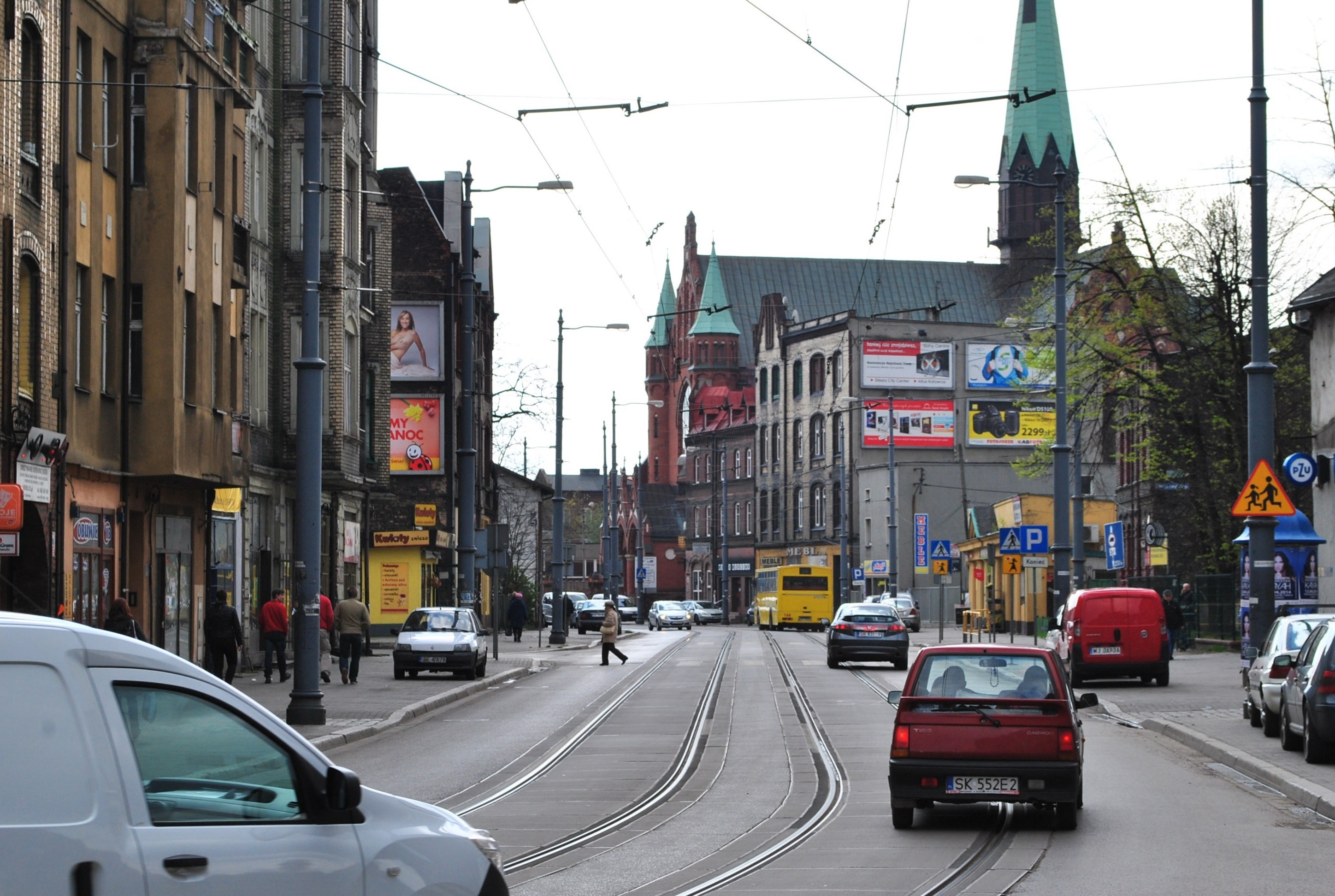
Gleiwitzer Straße (ul. Gliwicka)

Lage von Załęże in Kattowitz

Laut polnischen Berichten wurde Zalenze erstmals bereits im 13. Jahrhundert erwähnt. Die erste sichere Erwähnung stammt aus dem Jahr 1360, als es im Besitz von Otto von Pilcza war. Schon im 16. Jahrhundert gab es Anfänge eines Bergbaus. Insbesondere nach den Fabrikgründungen im 19. Jahrhundert wandelte sich das Dorf in eine Industrieansiedlung, in der Kohle und Erze abgebaut und verhüttet wurden.
1896 erlebte Zalenze ein schweres Unglück in der Kohlengrube Kleofas, dem 105 Bergleute zum Opfer fielen.
In den beiden letzten Jahrzehnten bis zum Ersten Weltkrieg kam es unter preußisch-deutscher Herrschaft auch in Zalenze zur Gründung deutscher und polnischer Vereine in Kultur und Sport, die stark politisiert wurden.
Als es nach dem Ersten Weltkrieg zwischen Polen und Deutschland zum Konflikt um Oberschlesien kam, wurde auch Zalenze zum Streitobjekt beider Länder. Bei der Volksabstimmung am 20. März 1921 stimmten 54 % der Bewohner für einen Verbleib der Stadt beim Deutschen Reich. Daraufhin kam es zu einer Rebellion polnischer Kräfte, die eine Übergabe des Ortes an Polen anstrebten. 1922 wurde Zalenze mit Teilen Oberschlesiens an Polen abgetreten. 1924 wurde der Ort von der Stadt Kattowitz eingemeindet. Damals erreichte Zalenze 1923 mit 17.000 Einwohnern den höchsten Bevölkerungsstand.
In der Zwischenkriegszeit behielt der Ort seine Bedeutung als wichtiger Industriestandort.
Während des Zweiten Weltkriegs fiel Zalenze zusammen mit Kattowitz abermals an Deutschland. Es folgten deutsche Besatzung und NS-Herrschaft, der jüdische wie auch polnische Bewohner des Ortes zum Opfer fielen.
Nach dem Zweiten Weltkrieg folgten Jahrzehnte kommunistischer Herrschaft, die auch den Kattowitzer Stadtteil Zalenze prägten. Die Fabriken wurden zu Staatsbetrieben. In den 1960er und 1970er Jahren wurden Plattensiedlungen errichtet, die neben den älteren Arbeiterbauten noch heute zu sehen sind. Nach der Wende von 1989/1990 erreichten auch Zalenze westliche Neuerungen, die sich in modernem Kulturbetrieb, Schulwesen und Business niederschlugen. So erhielt Zalenze u. a. die Filiale einer Managementschule. Gebäude, Straßen und Bahnen wurden modernisiert. Die maroden Betriebe gerieten jedoch in die Krise und standen vor der Schließung.

## Söhne und Töchter des Ortes
- Ewald Dytko (1914–1993), polnischer Fußballspieler
- Eugen Franz (1881–1937), deutscher Politiker
- Henryk Grzondziel (1897–1968), polnischer römisch-katholischer Geistlicher, Weihbischof in Gniezno
- Reinhold Olesch (1910–1990), deutscher Slawist und Sprachwissenschaftler
- Franz Johannes Rosumek (1883–1938), deutscher Politiker (DP) und Vorsitzender der Deutschen Partei (1922–1938)